# L'Ami des montagnes
Pour plus de détails, voir Fiche technique et Distribution.
L'Ami des montagnes est un film muet français réalisé par Guy du Fresnay, sorti en 1921.

## Fiche technique
- Titre : L'Ami des montagnes
- Réalisation : Guy du Fresnay
- Scénario : d'après le roman de Jean Rameau
- Production : Gaumont-Série Pax
- Pays de production :  France
- Format :  Noir et blanc - 1,33:1 - 35 mm - Muet
- Durée : 56 minutes
- Date de sortie : 
  - France : 11 mars 1921

## Distribution
- Marguerite Madys : Passerine
- Jean Devalde : Marcel Puymaurens
- Jeanne Brindeau
- André Nox
- Marguerite Ninove